# Суруктах (впадает в Эбеляхскую губу)
Суруктах (также Суруктаах) — река в Усть-Янском улусе Якутии, Россия. Длина реки составляет 50 километров. Площадь водосборного бассейна — 2200 км². Течёт в северо-западном направлении, впадает в Эбеляхскую губу моря Лаптевых к северу от устья реки Урюнг-Хастах.
Берёт начало из озера Танкай-Кюёле на высоте 1 метр над уровнем моря. Течёт по тундровой, в верховьях заболоченной местности. В бассейне большое количество мелких озёр. Имеет множество меандров. В районе впадения реки Сылгы-Бастах на правом берегу возвышается сопка Улахан-Тугуттах (140 м). Ширина в верхнем течении достигает 100 метров при глубине 2 метра. В районе истока ширина 31 метр, а глубина — 2 метра. Скорость течения реки — 0,2 км/ч. Населённые пункты на реке отсутствуют.
Имеет следующие поименованные притоки (от истока):
- правые — Бучук-Аяна, Сылгы-Бастах, Эбелях

По данным государственного водного реестра России относится к Ленскому бассейновому округу.